# Jan Frodeno
Jan Frodeno (ur. 18 sierpnia 1981 w Kolonii) – niemiecki triathlonista, mistrz olimpijski.
Największym jego sukcesem jest złoty medal igrzysk olimpijskich w Pekinie. Mistrz Niemiec w kategorii seniorów (2007) i juniorów do lat 23 (2004) oraz wicemistrz Europy z 2007 roku.